# Daria Hvížďalová
Daria Hvížďalová (* 14. září 1993 Petrohrad) je rusko-česká manažerka a expertka na automatizaci a umělou inteligenci.

## Život a kariéra
Pochází z Petrohradu. Tam na Petrohradské státní polytechnické univerzitě a také v Číně studovala nejprve sinologii, později přidala IT management, jejž studovala ve Švédsku, ale též v rámci programu Erasmus na Kungliga Tekniska högskolan ve Finsku. Během svého finského studia v roce 2014 poznala českého budoucího manžela Jana Hvížďalu. Po studiu na Fakultě podnikohospodářské Vysoké škole ekonomické v Praze v letech 2015–2017 získala inženýrský titul v rámci programu CEMS. S automatizací se blíže seznámila na stáži v konzultantské firmě McKinsey New Ventures v Belgii.
V České republice začala žít patrně v roce 2014. Po stáži v karlínské pobočce Procter & Gamble nejprve působila ve společnosti GoodAI, zabývající se výzkumem v oblasti obecné umělé inteligence. V roce 2018 čala působit ve společnosti JHV-Engineering, v jejímž vedení byl její manžel s jeho otcem. V roce 2019 spoluzaložila v rámci JHV Group technologický startup Mainware, kombinující virtuální realitu a umělou inteligenci při zavádění a údržbě výrobních strojů.
Na vysoké škole European School of Business & Management v Praze začala vyučovat předmět „umělá inteligence v byznysových procesech“. Začala také podporovat Nadační fond Neuron na podporu vědy. V březnu 2022 se stala ředitelkou novátorského vzdělávacího institutu 42 Prague, spadajícího do mezinárodní sítě École 42 a pod českou patronací Škoda Auto se zaměřujícího na programování.
Magazín Forbes ji v únoru 2023 vyhlásil v seznamu úspěšných mladých lidí 30 pod 30.
K září 2022 měla s manželem dvouletou dceru a žila v Pardubicích.